# علي الطيب
علي الطيب هو ممثل مصري بدأ مشواره عام 2004 من خلال مسابقة ستار سيرش على قناة إم بي سي حيث حصل على المركز الأول في المسابقة. وفي عام بدأ مشواره الإحترافي في عام 2006 من خلال مسلسل العندليب حكاية شعب.

## أعماله

### أفلام
- 2009:بدون عنوان
- 2012:البار
- 2013:على جثتي
- 2016:هيبتا: المحاضرة الأخيرة
- 2016:اشتباك
- 2017:فوتوكوبي
- 2018:طلق صناعي
- 2020:الغسالة
- 2020:الحارث
- 2021:أبو صدام

### مسلسلات
- 2006:العندليب: حكاية شعب
- 2008:رست هاوس
- 2009:خاص جدا
- 2010:مش فريندز
- 2010:أزمة سكر
- 2011:جوز ماما مين ج2
- 2012:حكايات بنات ج1
- 2014:قلوب
- 2014:فرق توقيت
- 2016:الطبال
- 2017:عشم إبليس
- 2017:الحالة ج
- 2017:الجماعة ج2
- 2018:ممنوع الاقتراب أو التصوير
- 2018:عزمي وأشجان
- 2018:الرحلة
- 2019:قابيل
- 2019:أهو ده اللي صار
- 2020:ونسني
- 2021:الآنسة فرح
- 2021:خلي بالك من زيزي
- 2021:الاختيار ج2
- 2021:إلا أنا ج2
- 2022:المشوار
- 2022:الغرفة 207
- 2022:المتهمة